# Sterowiec szkieletowy

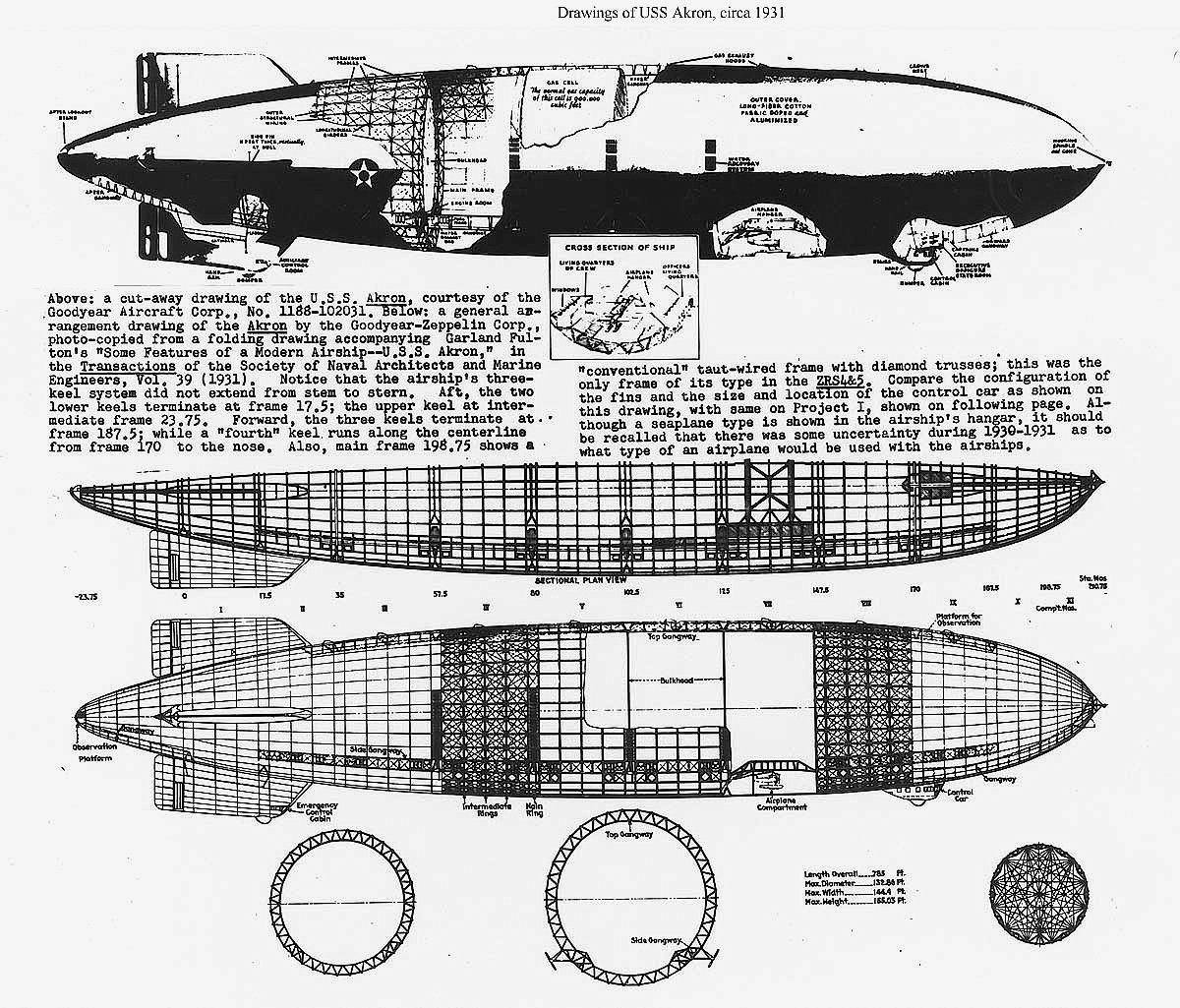
Sterowiec USS Akron (ZRS-4)

Sterowiec szkieletowy – rodzaj aerostatu z silnikiem, którego szkielet kadłuba jest wykonany z drewna (dawniej) lub duraluminium (później), po czym pokryty specjalną powłoką, powlekaną od zewnątrz substancjami zapewniającymi dużą gładkość powierzchni oraz odporność na promieniowanie słoneczne i wilgoć.

## Sterowce szkieletowe
- Graf Zeppelin
- LZ 129 Hindenburg